# Порту (округ)
О́круг По́рту, або По́ртуський о́круг (порт. Distrito de Porto) — округ у Португалії. Окружний адміністративний центр — місто Порту. Розташований в північно-східній частині країни, на березі Атлантичного океану. Складова регіону Північ. За старим адміністративним поділом, що був чинним до 1976 року, територія округу належала провінції Берегове Дору. Площа — 2395 км². Поділяється на 18 муніципалітетів і 234 парафії. Населення — 2 027 191 ос. (2011), густота населення — 846,43 осіб/км²
. Код ISO 3166-2 — PT-13.

## Географія
На півночі межує з округом Брага, на сході — з округом Віла-Реал, на півдні — з округом Авейру, на південному сході — з округом Візеу. На заході омивається водами Атлантичного океану.
У складі округу є міська агломерація Велике Порту.

## Муніципалітети
1. Амаранте
2. Байан
3. Валонгу
4. Віла-ду-Конде
5. Віла-Нова-де-Гая
6. Гондомар
7. Лозада
8. Мая
9. Марку-де-Канавезеш
10. Матозінюш
11. Санту-Тірсу
12. Паредеш
13. Пасуш-де-Феррейра
14. Пенафієл
15. Повуа-де-Варзін
16. Порту
17. Трофа
18. Фелгейраш